# Lotario Udo I de la Marca del Norte
Lotario Udo I (994-7 de noviembre de 1057) fue un margrave de la Marca del Norte y conde de Stade (como Lotario Udo II), hijo de Sigfrido II de Stade, y Adela de Rhienfelden, hija del conde Gerón de Alsleben. Lotario fue el primero de los udonidas que desempeñó el cargo de margrave.
Lotario estaba en conflicto con Adalberto, obispo de Bremen, sobre la jurisdicción del condado y, en 1053, mató a su primo Egberto de Elsdorf-Stade, heredando su tierra. En 1044, Guillermo se convirtió en margrave de la Marca del Norte, y, como un líder sajón, fue derrotado en 1056 por los luticios en la batalla de Pritziawa. Lotario fue nombrado margrave más tarde ese mismo año. A este nombramiento se opuso Otón, hijo ilegítimo de Bernardo, y Lotario fue muerto por los aliados de Otón el 26 de junio de 1057 en su casa en Neindorf en el Selke.
Lotario se casó con Adelaida, condesa de Oeningen, hija del conde Kuno de Oeningen. Lotario y Adelaida tuvieron un hijo:
- Lotario Udo II de la Marca del Norte.

Lotario también se casó con Ida de Elstorf (m. 1052), hija de Liudolfo de Frisia, hijo de Gisela de Suabia, quien era medio hermano del emperador Enrique III. Tuvieron dos hijos:
- Oda de Stade, se casó con Sviatoslav II Yaroslavich, gran príncipe de Kiev.[2] Se cree que Oda concertó el matrimonio de su sobrino Enrique III el Largo, conde de Stade, con Eufrasia de Kiev. El hijo de Oda y Sviatoslav fue Yaroslav Sviatoslavich, príncipe de Múrom.
- Egberto, asesinado por su medio hermano Lotario Udo II en Wickstadt, cerca de Elstorf.

A Lotario Udo le sucedió su hijo del mismo nombre como margrave y como conde. Después de la muerte de Lotario Udo, su hijo se vengó de aquellos que participaron en su asesinato sin sentido, incluyendo su medio hermano Egberto. Otón, el instigador del asesinato de Lotario Udo, fue muerto en una batalla cerca de Hausneindorf en el verano de 1058.